# Super Nintendo Entertainment System

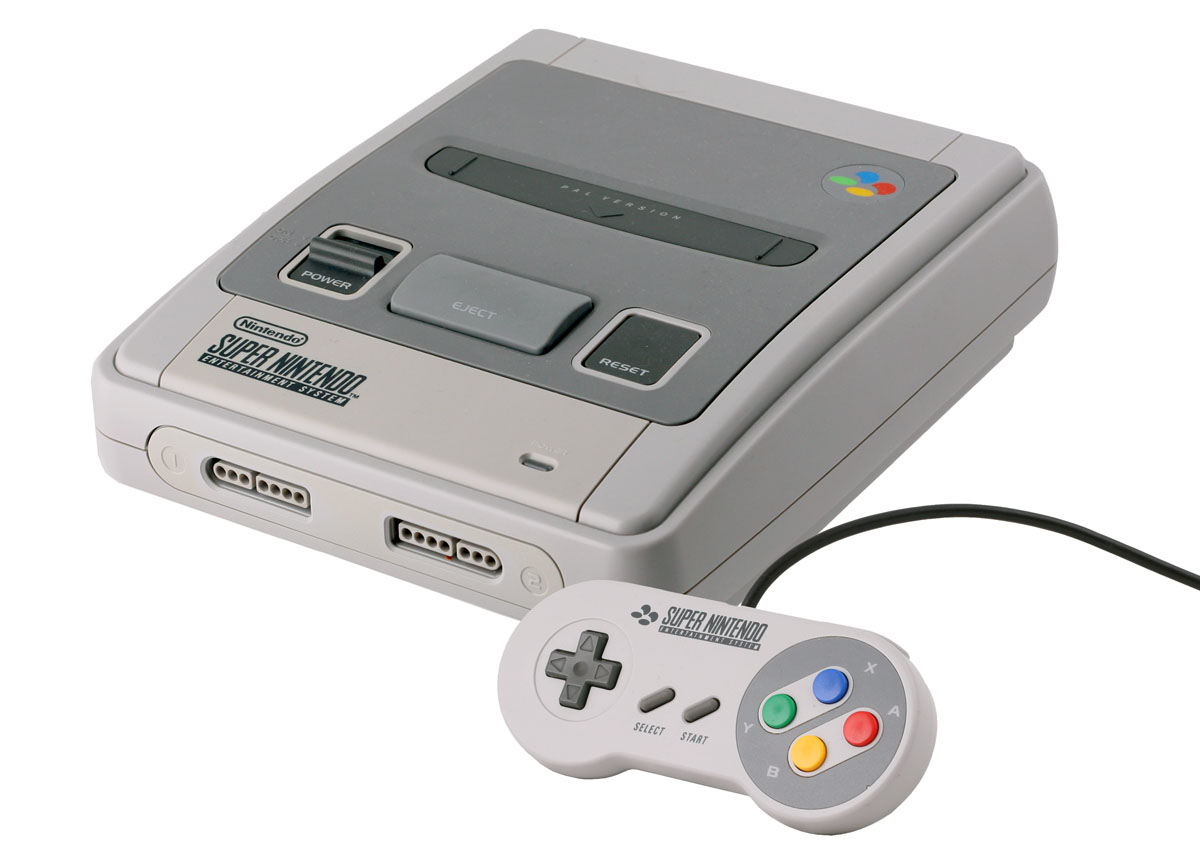
Europese versie

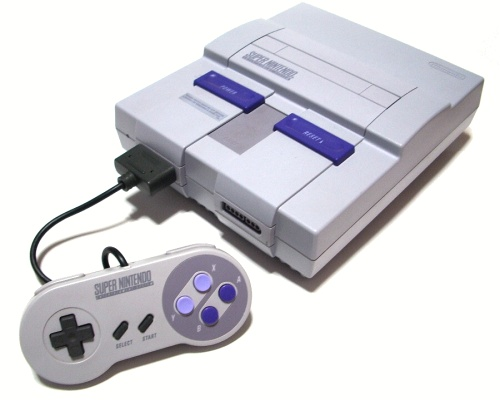
Amerikaanse versie

De Super Nintendo Entertainment System (SNES) (in Japan Super Famicom (スーパーファミコン, Sūpā Famikon) genoemd) is een spelcomputer uit een serie van door Nintendo uitgebrachte spelcomputers. Deze kwam uit in 1990. Het was een 16-bits spelcomputer. Opvallend waren de controllers, die voor het eerst met 'schouderknoppen' waren uitgerust. Dit zijn knoppen op de bovenkant van de controller, die men met de wijsvinger kan bedienen.
De Super Nintendo was Nintendo's derde spelcomputer. Nintendo's tweede spelcomputer was de Nintendo Entertainment System (NES) en was niet overal een groot succes. Nintendo's eerste serie spelcomputers was de Color TV-Game. De Super Nintendo werd echter overal een succes. Ondanks de late ontwikkeling in vergelijking met concurrerende 16-bits spelcomputers, werd de Super Nintendo Entertainment System de best verkochte spelcomputer van het 16 bittijdperk.

## Accessoires
Er zijn verschillende accessoires uitgebracht voor de Super Nintendo, zoals:
- Super Game Boy: waarmee een speler Game Boy-spellen in vier kleuren kon spelen op het grote scherm, vergelijkbaar met de Game Boy Color. De spellen konden hierbij bestuurd worden met de controllers van de Super Nintendo, wat de speler meer en krachtigere mogelijkheden gaf.
- SNES Mouse: waarmee men spellen zoals Mario Paint en Mario & Wario kon besturen.
- Backup Devices: waarmee de speler spellen kon overzetten op een diskette om cartridges te beschermen. Men kon hiermee ook illegale kopieën spelen en daarom is deze niet ondersteund door Nintendo zelf.
- Satellaview: een adapter om samen met een apparaat van St.GIGA online games en andere media te downloaden. Alleen uitgebracht in Japan.

## Geschiedenis
Om te kunnen concurreren met de NES bracht Sega in 1988 de Mega Drive uit. Op dat moment was Nintendo de onbetwiste marktleider. Toen het moment kwam dat de NES begon te verouderen en de concurrentie dichterbij kwam, besloot Nintendo een nieuwe console uit te brengen. Op het moment van uitkomen in november 1990 in Japan verkocht de SNES direct goed. Zo goed zelfs dat de Japanse regering bang was dat de orde verstoord werd en fabrikanten verzocht de releases vervolgens in het weekend te plannen en niet meer doordeweeks.
De SNES werd met maar een paar (maar wel goed ontvangen) titels gelanceerd: Super Mario World, Gradius III en SimCity.
Op de SNES is een groot aantal computer role-playing games uitgebracht, waaronder de Final Fantasy-serie, de Lufia-serie, de Romancing SaGa-serie, Chrono Trigger, Secret of Evermore, Star Ocean en Tales of Phantasia. Met name SquareSoft en Enix hebben hier de toon gezet. De nieuwe mogelijkheden van de SNES betekenden dat de RPG's veel sprekender konden worden neergezet. Vanwege het grote aantal toonaangevende RPG-titels op de SNES spreekt men dan ook wel van een Gouden Tijdperk voor RPG's.
Er waren ook plannen voor een cd-hulpstuk en dit zou gemaakt worden door Sony waarmee Nintendo in 1988 een contract sloot. Ken Kutaragi, onderzoeker bij Sony, kocht midden jaren 80 een Nintendo Entertainment System voor zijn dochter. Hij was niet echt onder de indruk van de geluidskaart die in de NES zat. Hij heeft toen zelfstandig Nintendo benaderd om een betere geluidskaart te maken maar Nintendo heeft gekozen dit niet te doen. Toch was Nintendo wel geïnteresseerd om Sony de nieuwe geluidskaart voor de volgende spelcomputer te maken.
In het geheim begon Kutaragi een geluidskaart te ontwikkelen voor Nintendo. Uiteindelijk heeft hij dit verteld aan zijn baas, die er niet blij mee was dat hij een rivaliserend bedrijf heeft geholpen. Toch ging Sony de nieuwe geluidskaart maken voor Super Nintendo.
Uiteindelijk heeft Sony een aantal verschillende versies van de uitbreiding gemaakt genaamd: PlayStation. De één was een uitbreiding, de ander was een stand-alone versie die veel lijkt op de eerste PlayStation. Nintendo wou per se dat de cd-roms in een plastic caddy kwamen. Maar Sony wilde dat juist niet en wilde gebruikmaken van gewone cd-roms, onverpakt. Nintendo kon hier niets aan doen. In het contract in 1988 is besloten dat Sony alle rechten zou krijgen van het op cd gebaseerde systeem. Nintendo wilde de controle niet kwijt over zijn spelcomputer. Daarom is Nintendo naar het concurrerend bedrijf Philips gegaan met het verzoek om voor hen een cd-add on te creëren. Nintendo kreeg volle controle over het systeem en het recht van de spellen. En de games zouden in de caddy's worden verpakt. Uiteindelijk is van de geplande uitbreiding weinig terechtgekomen vanwege de vele geschillen over de rechten. Philips heeft nog wel gebruikgemaakt van de destijds gemaakte deal door karakters van Nintendo te gebruiken op hun spelcomputer de cd-i.

## Specificaties

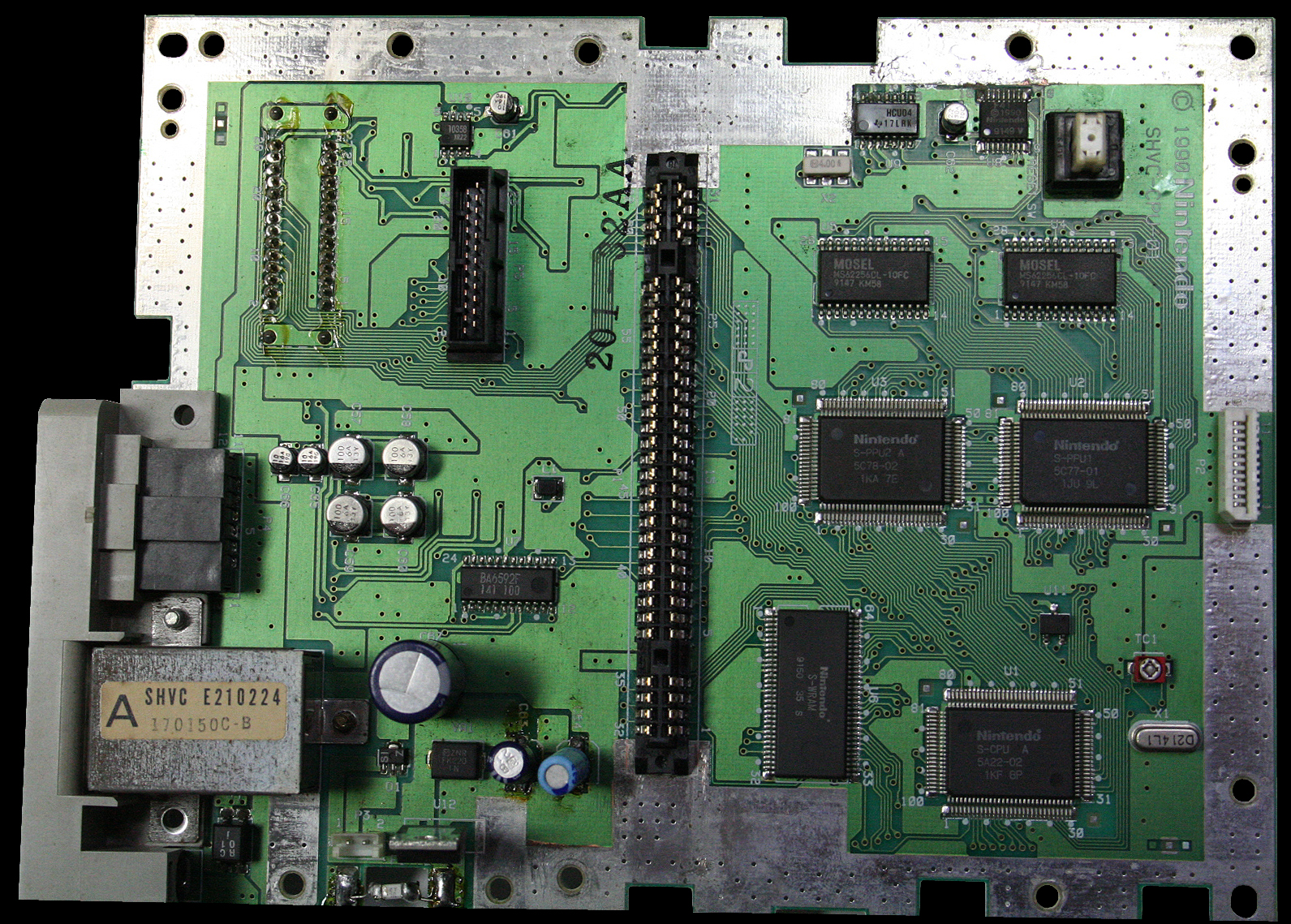
Moederbord van een Super Famicom

- CPU: 16-bits Ricoh 5A22 (gebaseerd op een 65816 processor)
  - klokfrequentie 21 MHz (invoer), bussnelheid: 3,55 MHz, 2,66 MHz, of 1,77 MHz (PAL)
- Grafische processor: 16-bits
- Geheugen: RAM: 1 Mbit (128 kB), Video RAM: 0,5 Mbit (64 kB), spelgeheugen: 2 Mbit - 48 Mbit
- Beeldweergave: standaard 256×224 pixels, 512×448 pixels maximale resolutie, 32.768 kleuren, 256 kleuren gelijktijdig, 64×64 pixel maximale sprite-grootte, 128 sprites zichtbaar
- Geluid-chip: 8-bits Sony SPC700, 8 geluidskanalen, DSP-processor
- Overig: Mode 7, twee controller-aansluitingen, regioslot
- Video-uitvoer: RF, RGB en S-Video
- Energieverbruik: 17 watt[4][5]

### Uitbreidingen
De SNES kan gebruikmaken van extra chips in de spelcartridge om specifieke taken beter en sneller uit te voeren. Enkele veel voorkomende chips zijn:
- DSP-1: een processor die voornamelijk werd gebruikt voor 3D-projecties, en gebruikmaakt van Mode 7. Dit is de meest voorkomende chip.
- SA-1: een snellere versie van de Ricoh 5A22 met een kloksnelheid van 11 MHz.
- GSU: de technische naam voor de Super FX-chip. Op veel vlakken is deze chip krachtiger dan de processor van de SNES. Wordt veel gebruikt voor spriterotatie en pseudo 3D-effecten.
- Cx4: is een chip gebruikt door Capcom, en voornamelijk sterk in trigonometrie en beeldverwerking. Deze chip is in staat om diverse grafische bewerkingen uit te voeren.

## Spelcomputeroorlog
Begin jaren 90 was er een strijd gaande tussen Nintendo en Sega om marktdominantie. Na het uitkomen van de Super Nintendo of SNES woedde deze strijd hevig. Sega aan de ene kant met vooral stoere snelle spellen zoals Sonic the Hedgehog en Nintendo met de kindvriendelijkere maar grote spelwerelden zoals Super Mario World. In deze tijd waren de verschillen veel groter tussen de spelcomputers. Er kwamen dus veel exclusieve spellen uit voor beide platforms. Deze periode wordt door journalisten en historici vaak aangeduid als de spelcomputeroorlog of console war. Uiteindelijk is de strijd gewonnen door Nintendo. Er is ook nooit meer zo'n hevige strijd geweest tussen twee spelcomputerfabrikanten.

## Emulatoren
Tot op de dag van vandaag is de Super Nintendo nog steeds populair onder verzamelaars en retrogamers. Er worden nog steeds Homebrew-spellen gemaakt.
Er zijn ook emulatoren beschikbaar voor SNES. De bekendste zijn:
- ZSNES
- Snes9x
- Nintendo Classic Mini: Super Nintendo Entertainment System

## Nintendo Classic Mini: Super Nintendo Entertainment System
Op 29 september 2017 heeft Nintendo de Nintendo Classic Mini: Super Nintendo Entertainment System uitgegeven.
Deze microconsole bootst de werking van de originele Super Nintendo Entertainment System na en is dus een emulator. De console bevat 21 ingebouwde spellen, waaronder Star Fox 2 een vervolg op Star Fox. Star Fox 2 is geannuleerd net voordat de ontwikkeling in 1995 was voltooid. Nintendo heeft officieel geen uitspraken gedaan over het staken van de ontwikkeling van Star Fox 2, ontwikkelaar Dylan Cuthbert zegt dat Nintendo terughoudend was dat Star Fox 2 zou afdoen ten opzichte van vergelijkbare spellen in die tijd op meer geavanceerde consoles als de Sony PlayStation en de Sega Saturn. Spelers kunnen Star Fox 2 op de Nintendo Classic Mini Super NES vrijspelen door het eerste level van Star Fox te halen.
Van de Nintendo Classic Mini Super NES zijn twee versies; een Japans/Europese en Amerikaanse uitgave.

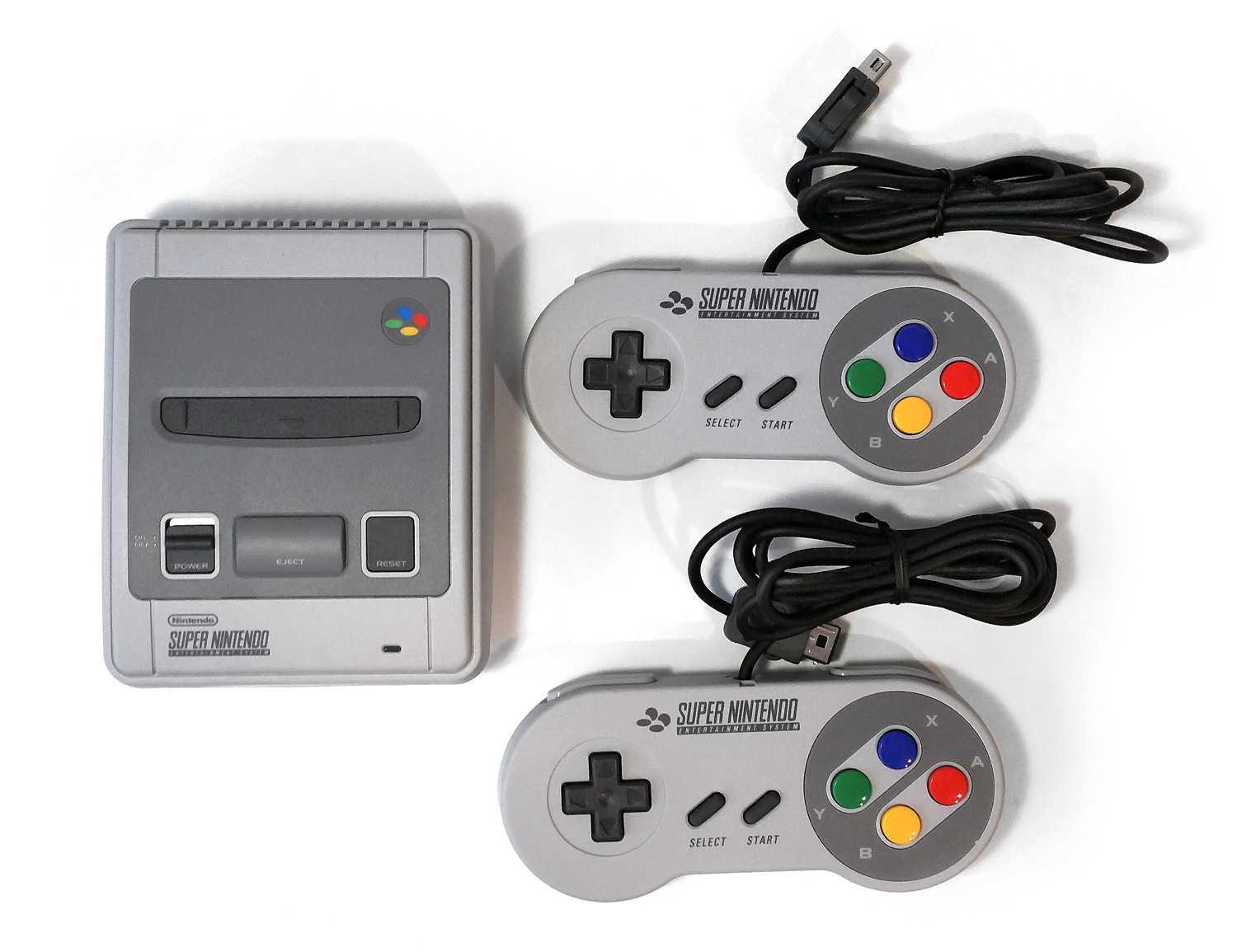
Nintendo Classic Mini Super Nintendo Entertainment System Westerse Versie
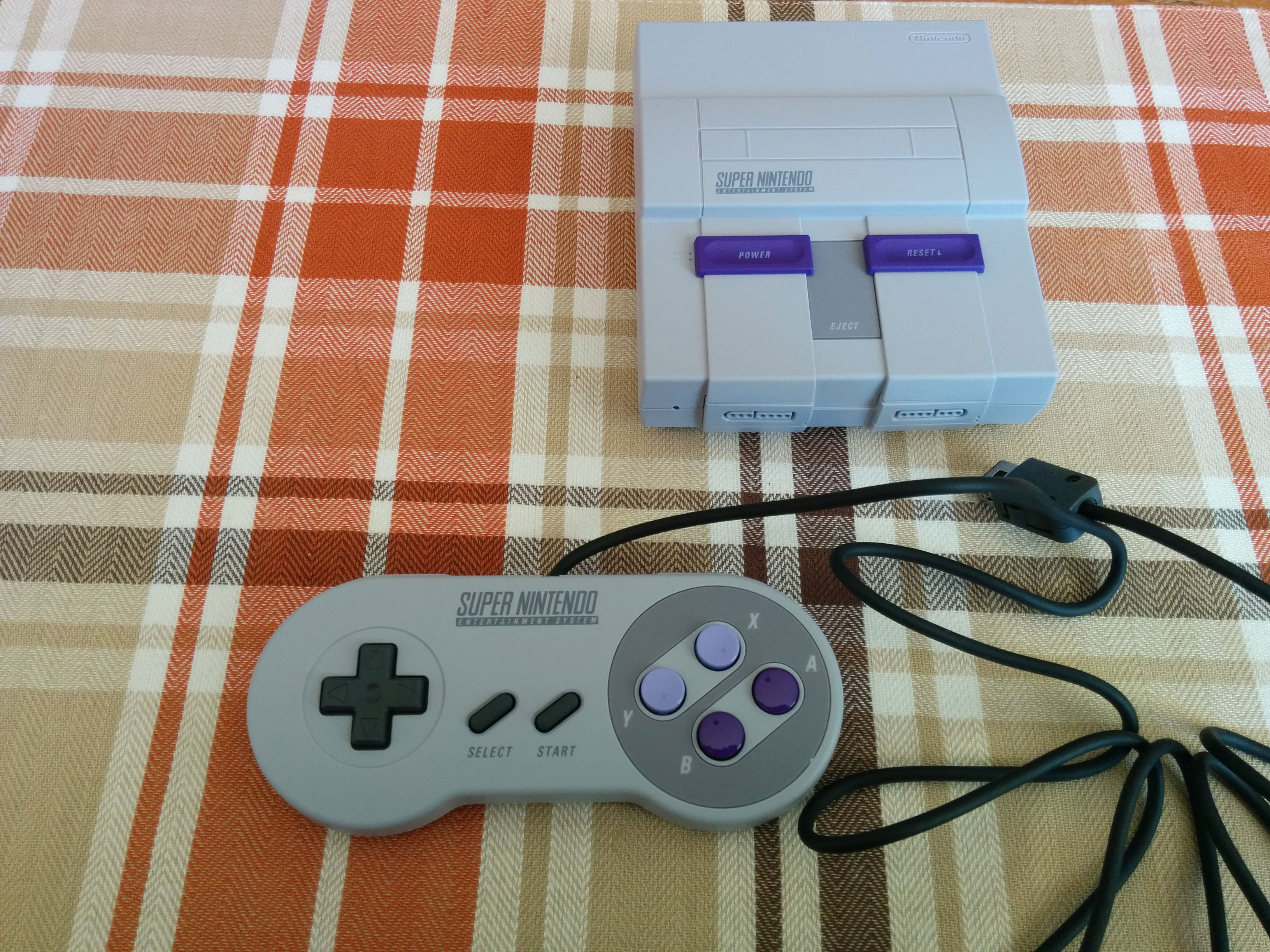
Nintendo Classic Mini Super Nintendo Entertainment System Amerikaanse versie

## Bekende spellen
- ActRaiser-serie
  - ActRaiser
  - ActRaiser 2
- Castlevania-serie
  - Super Castlevania IV
  - Castlevania V: Vampire's Kiss
- Chrono Trigger
- Demon's Crest
- Donkey Kong Country-serie
  - Donkey Kong Country
  - Donkey Kong Country 2: Diddy's Kong Quest
  - Donkey Kong Country 3: Dixie Kong's Double Trouble!
- Earthworm Jim-serie
  - Earthworm Jim
  - Earthworm Jim 2
- Final Fantasy-serie
  - Final Fantasy IV
  - Final Fantasy VI
- F-Zero
- Illusion of Time
- Killer Instinct
- Lufia-serie
  - Lufia and the Fortress of Doom
  - Lufia 2 Rise of the Sinistrals
- Mario-serie
  - Mario is Missing!
  - Mario's Time Machine
  - Mario's Early Years: Preschool Fun
  - Mario's Early Years: Fun With Letters
  - Mario's Early Years: Fun With Numbers
  - Super Mario All-Stars
  - Super Mario All-Stars + Super Mario World
  - Super Mario Kart
  - Super Mario World
  - Super Mario World 2: Yoshi's Island
  - Super Mario RPG: Legend of the Seven Stars
  - Mario Paint
- Mega Man-serie
  - Mega Man X
  - Mega Man X2
  - Mega Man X3
  - Mega Man 7
  - Mega Man & Bass
- Metroid-serie
  - Super Metroid
- Prince of Persia-serie
  - Prince of Persia
  - Prince of Persia 2: The Shadow and The Flame
- Run Saber
- Secret of Evermore
- Secret of Mana
- SimCity
- Star Fox
- Street Fighter-serie
  - Street Fighter Alpha 2
  - Street Fighter II
  - Street Fighter II Turbo
  - Super Street Fighter II
  - Super Street Fighter II: The New Challengers
- Terranigma
- Zelda-serie
  - The Legend of Zelda: A Link to the Past